# Nazionale femminile di calcio dell'Inghilterra
La nazionale femminile di calcio dell'Inghilterra, in inglese England women's national football team, è la rappresentativa calcistica femminile internazionale dell'Inghilterra, gestita dalla locale federazione calcistica (The FA).
In base alla classifica emessa dalla FIFA il 6 marzo 2025, la nazionale femminile occupa il 4º posto del FIFA/Coca-Cola Women's World Ranking.
Come membro dell'UEFA partecipa a vari tornei di calcio internazionali, come al Campionato mondiale FIFA, Campionato europeo UEFA, ai Giochi olimpici estivi e ai tornei ad invito come l'Algarve Cup o la Cyprus Cup.
Negli anni è riuscita a raggiungere buoni risultati, qualificandosi per sei volte al Campionato mondiale: nel 1995, nel 2007, nel 2011, nel 2015, nel 2019 e nel 2023, quando ha raggiunto la finale. A livello continentale ha vinto il titolo europeo nel 2022 e nel 2025.
Nel maggio 2009, fu annunciato che ad alcune giocatrici della nazionale inglese sarebbe stato offerto un contratto professionistico, affinché potessero concentrarsi a tempo pieno sugli allenamenti e sulle partite.

## Storia

### I primi anni
Il successo della nazionale maschile inglese alla Coppa del Mondo FIFA del 1966 contribuì a suscitare un crescente interesse per il calcio femminile. Di fronte a questo fermento, nacque nel 1969 la "Women’s Football Association" (WFA), con l’obiettivo di organizzare, promuovere e regolamentare il calcio femminile. In quel periodo, infatti, questo sport era ancora fortemente ostacolato e persino vietato dalla Football Association, che mantenne il divieto per le donne di giocare sui campi ufficiali fino al 1971.
La creazione della WFA fu quindi fondamentale per offrire alle donne un contesto strutturato in cui poter giocare a calcio, con l’introduzione di campionati e competizioni a livello nazionale. L’associazione gettò le basi per lo sviluppo e la successiva integrazione del calcio femminile all’interno della FA.
Nel 1972, la situazione iniziò a cambiare radicalmente. La UEFA raccomandò alle federazioni nazionali di supportare e integrare il calcio femminile nelle proprie strutture. In risposta, la FA revocò il divieto di utilizzo dei campi della English Football League da parte delle squadre femminili. In quello stesso periodo, la WFA affidò a Eric Worthington il compito di organizzare e allenare la prima squadra nazionale femminile ufficiale.
L’esordio internazionale dell’Inghilterra femminile avvenne il 18 novembre 1972, esattamente 100 anni dopo la prima partita internazionale della nazionale maschile. Le inglesi affrontarono la Scozia a Greenock e riuscirono a ribaltare uno svantaggio di due reti, vincendo per 3-2. Il primo gol della storia della nazionale femminile inglese fu segnato da Sylvia Gore. L’anno successivo, Pat Firth mise a segno una straordinaria tripletta contro la Scozia, contribuendo all’impressionante vittoria per 8-0.

### 1979–1993: Progresso con Reagan
Nel 1979, Martin Reagan fu nominato allenatore della nazionale inglese, subentrando a Tranter. Sotto la sua guida, l’Inghilterra si distinse nella competizione europea inaugurale del calcio femminile del 1984, raggiungendo la finale. Dopo aver superato la Danimarca per 3-1 in semifinale, le inglesi si prepararono ad affrontare la Svezia. Nella gara d’andata, giocata in trasferta, una difesa tenace – che vide anche un intervento decisivo del capitano Carol Thomas sulla linea di porta – non bastò a evitare la sconfitta per 1-0, causata da un colpo di testa di Pia Sundhage. Tuttavia, nella gara di ritorno l’Inghilterra si impose con lo stesso punteggio, grazie a una rete di Linda Curl, rimandando l’esito al doppio confronto.
Nel Campionato europeo del 1987, l’Inghilterra raggiunse nuovamente le semifinali. Ancora una volta trovò sulla sua strada la Svezia, che la sconfisse 3-2 dopo tempi supplementari, replicando l’esito della precedente finale. La nazionale inglese si dovette poi accontentare del quarto posto, dopo aver perso la finale di consolazione contro l’Italia per 2-1.
Il percorso di Reagan alla guida della squadra si concluse nel 1991, dopo una pesante sconfitta per 6-1 contro la Germania nei quarti di finale del Campionato europeo. Questo risultato compromise la qualificazione alla prima edizione della Coppa del Mondo femminile FIFA, portando al suo esonero.

### 1993–1998: coinvolgimento della FA
Nel 1993, la Football Association (FA) assunse ufficialmente la gestione del calcio femminile in Inghilterra, rilevando il controllo dalla Women’s Football Association (WFA). In questa fase di transizione, Ted Copeland fu nominato nuovo allenatore della nazionale, prendendo il posto di Bilton.

### 1998–2013: guida con Powell
Nel giugno del 1998, Hope Powell divenne la prima allenatrice a tempo pieno della nazionale femminile inglese, succedendo al suo ex allenatore Ted Copeland. Poco prima, nel 1997, il Campionato Europeo aveva subito importanti cambiamenti: le squadre partecipanti erano state portate a otto e la competizione era passata da cadenza biennale a quadriennale. L’Inghilterra riuscì a qualificarsi per l’edizione del 2001 in Germania attraverso gli spareggi, nonostante una pesante sconfitta per 8-0 subita in trasferta contro la Norvegia durante le qualificazioni. Tuttavia, la squadra non riuscì a superare la fase a gironi.
Anche le qualificazioni per la Coppa del Mondo vennero riformate nel 1999, con l’introduzione di un sistema di qualificazione europeo, eliminando la necessità per le squadre di avanzare alle ultime fasi del campionato europeo per ottenere un posto al Mondiale. Dopo una lunga assenza dalla competizione, l’Inghilterra si qualificò imbattuta per la Coppa del Mondo 2007 in Cina, vincendo il Gruppo 5 delle qualificazioni. Durante questo percorso, la squadra registrò la sua vittoria più schiacciante, battendo l’Ungheria in trasferta con un incredibile 13-0.
L’Inghilterra partecipò alla sua terza Coppa del Mondo nel 2011. Dopo aver nuovamente vinto il Gruppo 5 e battuto la Svizzera per 5-2 nello spareggio finale, la squadra si presentò alla fase a gironi in Germania. Qui, le inglesi superarono il Gruppo B, piazzandosi davanti alle future campionesse del Giappone. Nei quarti di finale affrontarono la Francia: la partita si concluse con un pareggio per 1-1, lasciando tutto in sospeso per i rigori.

### 2013–2017: era Sampson

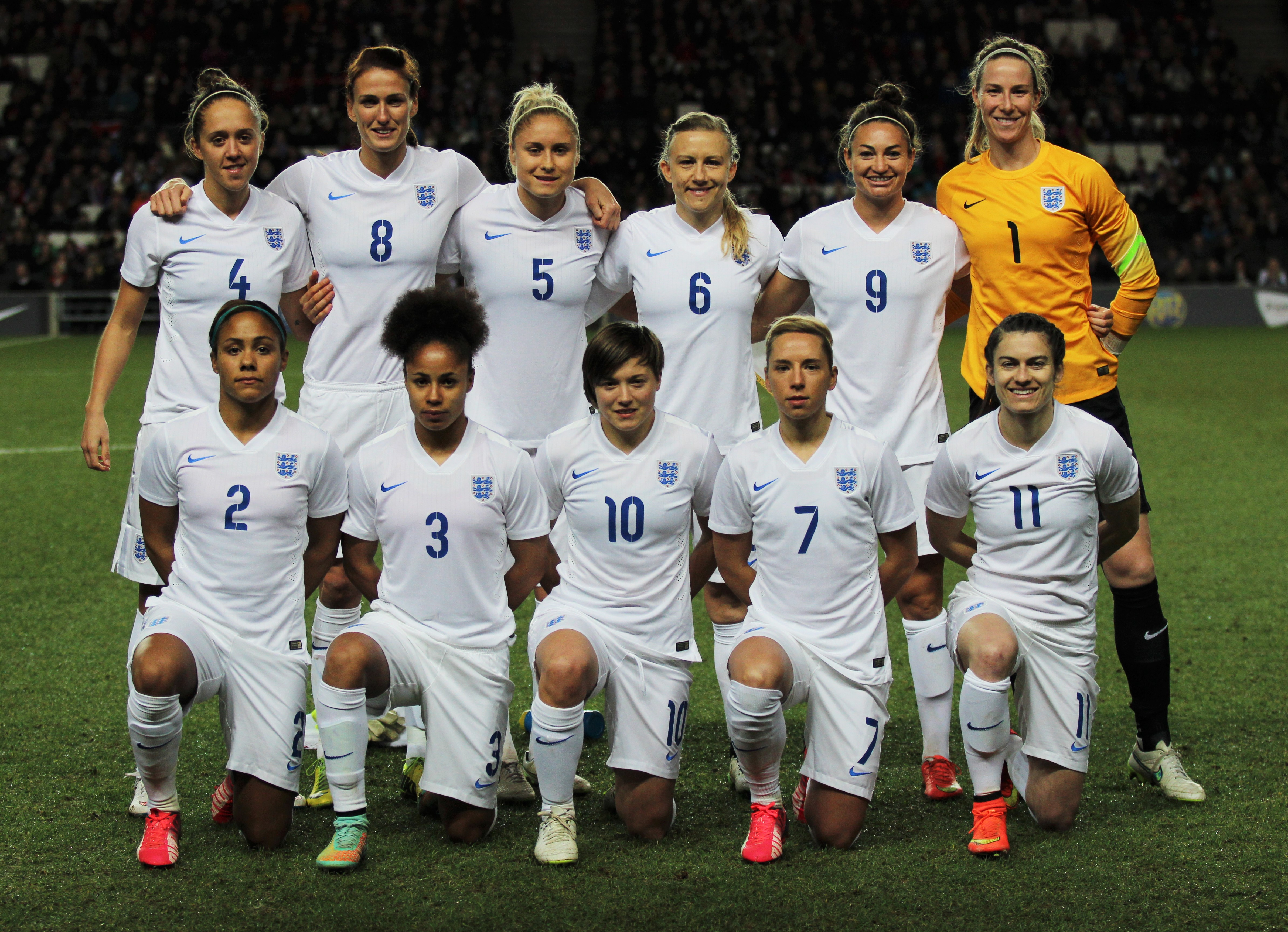
Formazione inglese in occasione dell'amichevole con gli del 13 febbraio 2015.

Il gallese Mark Sampson prende il posto di Powell come allenatore dell'Inghilterra. L'Inghilterra si è qualificata per la terza Coppa del Mondo consecutiva nell'agosto 2014 con una partita d'anticipo, vincendo tutte e dieci le partite e superando il Gruppo 6.
Alla Coppa del Mondo femminile FIFA 2015 in Canada, l'Inghilterra ha perso la prima partita del girone contro la Francia, ma ha vinto le restanti partite del girone contro Messico e Colombia, arrivando agli ottavi contro la Norvegia, campione del 1995. Una vittoria per 2-1 ha dato il via a un incontro con i padroni di casa del Canada nei quarti di finale.
L'Inghilterra si è qualificata per UEFA Women's Euro 2017 nei Paesi Bassi e ha vinto tutte e tre le partite del girone del torneo.

### 2018–2021: era Neville
Dopo essere stato nominato allenatore, le prime partite di Neville in carica sono state durante la SheBelieves Cup 2018. Nella loro prima partita, l'Inghilterra ha sconfitto la Francia 4-1, poi ha pareggiato 2-2 contro la Germania.
Successivamente durante la Coppa del Mondo femminile 2019 in Francia, l'Inghilterra ha vinto il gruppo D, battendo le rivali locali Scozia e l'arcinemica Argentina qualificandosi per la fase a eliminazione diretta, prima di battere il Giappone. L'Inghilterra ha battuto sia il Camerun che la Norvegia 3-0 per passare alla semifinale contro gli Stati Uniti a Lione, la terza semifinale consecutiva di un torneo importante della squadra.
Tuttavia, analogamente ai due tornei precedenti, l'Inghilterra ancora una volta non è riuscita a raggiungere la finale, perdendo 2-1. Alex Morgan ha segnato il vincitore dopo che Ellen White aveva pareggiato dopo il primo gol di Christen Press, mentre White ha avuto un pareggio escluso dal VAR e Houghton ha avuto un rigore parato da Alyssa Naeher. La squadra è arrivata quarta dopo aver perso lo spareggio per il terzo posto contro la Svezia 2-1.

### Dal 2021: era Wiegman
Il 14 agosto 2020, la FA ha annunciato di aver raggiunto un accordo quadriennale con l'allenatrice olandese Sarina Wiegman, che ha accettato di rilevare la squadra da settembre 2021, diventando la prima allenatrice permanente non britannica.
L'Inghilterra è stata inserita nel Gruppo A di Women's Euro 2022 come padrone di casa e ha vinto tutte le partite della fase a gironi.
Il 31 luglio, l'Inghilterra ha sconfitto la Germania 2-1 ai supplementari nella finale degli Europei del 2022 a Wembley, con il gol da distanza ravvicinata al 110 'di Chloe Kelly su calcio d'angolo che è stato decisivo dopo i gol nei tempi regolamentari di Ella Toone per l'Inghilterra e Lina Magull per la Germania.
In qualità di campioni d'Europa, l'Inghilterra ha disputato la Finalissima femminile 2023 contro i campioni sudamericani del Brasile nell'aprile 2023, che ha vinto ai rigori.

## Partecipazione ai tornei internazionali
Legenda: Grassetto: Risultato migliore, Corsivo: Mancate partecipazioni

## Palmarès
- Campionato d'Europa: 2

2022, 2025
- SheBelieves Cup: 1

2019
- Cyprus Cup: 3

2009, 2013, 2015
- Mundialito: 2

1985, 1988

## Selezionatori
- 1972:  Eric Worthington
- 1973:  Adams (ad interim)
- 1973-1979:  Tom Tranter
- 1979:  Sims (ad interim)
- 1979:  Mike Rawding (ad interim)
- 1979-1990:  Martin Reagan
- 1991:  Barrie Williams
- 1991-1993:  John Bilton
- 1993-1998:  Ted Copeland
- 1998:  Dick Bate (ad interim)
- 1998-2013:  Hope Powell
- 2013:  Brent Hills (ad interim)
- 2013-2017:  Mark Sampson
- 2017-2018:  Mo Marley (ad interim)
- 2018-2021:  Phil Neville
- 2021:  Hege Riise (ad interim)
- 2021-:  Sarina Wiegman

## Tutte le rose

### Mondiali femminili
Coppa del Mondo FIFA 19951 Cope, 2 Powell, 3 Mapes, 4 Britton, 5 Taylor, 6 Coultard, 7 Spacey, 8 Bampton, 9 Farley, 10 Burke, 11 Sempare, 12 Davis, 13 Higgs, 14 Walker, 15 Williams, 16 Smith, 17 Waller, 18 Phillip, 19 Fletcher, 20 Easton, CT: Copeland
Coppa del Mondo FIFA 20071 Brown, 2 A. Scott, 3 Stoney, 4 Chapman, 5 White, 6 Phillip, 7 Carney, 8 Williams, 9 Aluko, 10 K. Smith, 11 Yankey, 12 Asante, 13 Chamberlain, 14 Unitt, 15 S. Smith, 16 J. Scott, 17 Handley, 18 Sanderson, 19 Exley, 20 Johnson, 21 Telford, CT: Powell
Coppa del Mondo FIFA 20111 Bardsley, 2 A. Scott, 3 Unitt, 4 J. Scott, 5 F. White, 6 Stoney, 7 Clarke, 8 Williams, 9 E. White, 10 Smith, 11 Yankey, 12 Carney, 13 Brown, 14 Aluko, 15 Bradley, 16 Houghton, 17 Bassett, 18 Asante, 19 Susi, 20 Rafferty, 21 Chamberlain, CT: Powell
Coppa del Mondo FIFA 20151 Bardsley, 2 A. Scott, 3 Rafferty, 4 Williams, 5 Houghton, 6 Bassett, 7 Nobbs, 8 J. Scott, 9 Aluko, 10 Carney, 11 Moore, 12 Bronze, 13 Chamberlain, 14 Greenwood, 15 Stoney, 16 Chapman, 17 Potter, 18 Duggan, 19 Taylor, 20 Sanderson, 21 Telford, 22 Kirby, 23 White, CT: Sampson
Coppa del Mondo FIFA 20191 Bardsley, 2 Bronze, 3 Greenwood, 4 Walsh, 5 Houghton, 6 Bright, 7 Parris, 8 Scott, 9 Taylor, 10 Kirby, 11 Duggan, 12 Stokes, 13 Telford, 14 Williamson, 15 McManus, 16 Moore, 17 Daly, 18 White, 19 Stanway, 20 Carney, 21 Earps, 22 Mead, 23 Staniforth, CT: Neville
Coppa del Mondo FIFA 20231 Earps, 2 Bronze, 3 Charles, 4 Walsh, 5 Greenwood, 6 Bright, 7 James, 8 Stanway, 9 Daly, 10 Toone, 11 Hemp, 12 Nobbs, 13 Hampton, 14 Wubben-Moy, 15 Morgan, 16 Carter, 17 Coombs, 18 Kelly, 19 England, 20 Zelem, 21 Roebuck, 22 Robinson, 23 Russo, CT: Wiegman

### Europei femminili
Campionato d'Europa UEFA 19841 Wiseman, 2 Thomas, 3 Pearce, 4 Hanson, 5 Gallimore, 6 Coultard, 7 Deighan, 8 Bampton, 9 Curl, 10 Davis, 11 Chapman, 12 Irvine, 13 Sempare, 14 Powell, 15 Turner, 16 Parker, CT: Reagan
Campionato d'Europa UEFA 1987P Wiseman, D Curl, D Law, D Sempare, C Bampton, C Coultard, C Gallimore, C Powell, C Sherrard, C Spacey, A Davis, A Hunt, A Slack, A Stanley, CT: Reagan
Campionato d'Europa UEFA 1995P Cope, P Higgs, D Britton, D Mapes, D Smith, D Taylor, D Waller, C Bampton, C Burke, C Coultard, C Davis, C Murray, C Pealling, C Spacey, C Williams, A Farley, A Walker, CT: Copeland
Campionato d'Europa UEFA 20011 Cope, 2 Murphy, 3 Unitt, 4 Easton, 5 Marley, 6 Chapman, 7 Burke, 8 Proctor, 9 K. Smith, 10 Banks, 11 S. Smith, 12 White, 13 Hall, 14 Fletcher, 15 Britton, 16 Spacey, 17 Yankey, 18 Walker, 19 Exley, 20 Brown, CT: Powell
Campionato d'Europa UEFA 20051 Fletcher, 2 A. Scott, 3 Unitt, 4 Chapman, 5 White, 6 Phillip, 7 Handley, 8 Williams, 9 Barr, 10 Westwood, 11 Yankey, 12 Smith, 13 Brown, 14 Carney, 15 Stoney, 16 Exley, 17 Asante, 18 Aluko, 19 Johnson, 20 Hall, CT: Powell
Campionato d'Europa UEFA 20091 Brown, 2 A. Scott, 3 Stoney, 4 Williams, 5 Johnson, 6 Asante, 7 Carney, 8 Chapman, 9 Aluko, 10 K. Smith, 11 S. Smith, 12 J. Scott, 13 Chamberlain, 14 White, 15 Unitt, 16 Handley, 17 Sanderson, 18 Westwood, 19 Bassett, 20 Buet, 21 Clarke, CT: Powell
Campionato d'Europa UEFA 20131 Bardsley, 2 A. Scott, 3 Houghton, 4 J. Scott, 5 Bradley, 6 Stoney, 7 Aluko, 8 Asante, 9 White, 10 Williams, 11 Yankey, 12 Clarke, 13 Brown, 14 Carney, 15 Bassett, 16 Nobbs, 17 Duggan, 18 Susi, 19 Bonner, 20 Moore, 21 Bronze, 22 Smith, 23 Chamberlain, CT: Powell
Campionato d'Europa UEFA 20171 Bardsley, 2 Bronze, 3 Stokes, 4 J. Scott, 5 Houghton, 6 Potter, 7 Nobbs, 8 Christiansen, 9 Taylor, 10 Williams, 11 Moore, 12 Stoney, 13 Chamberlain, 14 Carney, 15 Bassett, 16 Bright, 17 Parris, 18 White, 19 Duggan, 20 Greenwood, 21 Telford, 22 A. Scott, 23 Kirby, CT: Sampson
Campionato d'Europa UEFA 20221 Earps, 2 Bronze, 3 Daly, 4 Walsh, 5 Greenwood, 6 Bright, 7 Mead, 8 Williamson, 9 White, 10 Stanway, 11 Hemp, 12 Carter, 13 Hampton, 14 Kirby, 15 Stokes, 16 Scott, 17 Parris, 18 Kelly, 19 England, 20 Toone, 21 Roebuck, 22 Wubben-Moy, 23 Russo, CT: Wiegman
Campionato d'Europa UEFA 20251 Hampton, 2 Bronze, 3 Charles, 4 Walsh, 5 Greenwood, 6 Williamson, 7 James, 8 Stanway, 9 Mead, 10 Toone, 11 Hemp, 12 Le Tissier, 13 Moorhouse, 14 Clinton, 15 Morgan, 16 Carter, 17 Agyemang, 18 Kelly, 19 Beever-Jones, 20 Park, 21 Keating, 22 Wubben-Moy, 23 Russo, CT: Wiegman

## Rosa
Lista delle 23 giocatrici convocate dal selezionatrice Sarina Wiegman per il campionato europeo 2025. Presenze e reti aggiornate al momento della convocazione.
| N. | Pos. | Giocatore          | Data nascita (età)          | Pres. | Reti | Squadra           |
| -- | ---- | ------------------ | --------------------------- | ----- | ---- | ----------------- |
| 1  | P    | Hannah Hampton     | 16 novembre 2000 (24 anni)  | 15    | 0    | Chelsea           |
| 2  | D    | Lucy Bronze        | 28 ottobre 1991 (33 anni)   | 133   | 18   | Chelsea           |
| 3  | D    | Niamh Charles      | 21 giugno 1999 (26 anni)    | 23    | 0    | Chelsea           |
| 4  | C    | Keira Walsh        | 8 aprile 1997 (28 anni)     | 86    | 1    | Chelsea           |
| 5  | D    | Alex Greenwood     | 7 settembre 1993 (31 anni)  | 98    | 7    | Manchester City   |
| 6  | D    | Leah Williamson    | 29 marzo 1997 (28 anni)     | 57    | 5    | Arsenal           |
| 7  | A    | Lauren James       | 29 settembre 2001 (23 anni) | 27    | 7    | Chelsea           |
| 8  | C    | Georgia Stanway    | 3 gennaio 1999 (26 anni)    | 77    | 21   | Bayern Monaco     |
| 9  | A    | Bethany Mead       | 9 maggio 1995 (30 anni)     | 67    | 35   | Arsenal           |
| 10 | C    | Ella Toone         | 2 settembre 1999 (25 anni)  | 58    | 19   | Manchester United |
| 11 | A    | Lauren Hemp        | 7 agosto 2000 (24 anni)     | 63    | 18   | Manchester City   |
| 12 | D    | Maya Le Tissier    | 18 aprile 2002 (23 anni)    | 8     | 0    | Manchester United |
| 13 | P    | Anna Moorhouse     | 30 marzo 1995 (30 anni)     | 0     | 0    | Orlando Pride     |
| 14 | C    | Grace Clinton      | 31 marzo 2003 (22 anni)     | 10    | 3    | Manchester United |
| 15 | D    | Esme Morgan        | 18 ottobre 2000 (24 anni)   | 13    | 0    | Washington Spirit |
| 16 | D    | Jess Carter        | 27 ottobre 1997 (27 anni)   | 44    | 2    | Gotham            |
| 17 | A    | Michelle Agyemang  | 3 febbraio 2006 (19 anni)   | 1     | 1    | Brighton & Hove   |
| 18 | A    | Chloe Kelly        | 15 gennaio 1998 (27 anni)   | 52    | 8    | Arsenal           |
| 19 | A    | Aggie Beever-Jones | 27 luglio 2003 (21 anni)    | 7     | 4    | Chelsea           |
| 20 | C    | Jessica Park       | 21 ottobre 2001 (23 anni)   | 19    | 3    | Manchester City   |
| 21 | P    | Khiara Keating     | 27 giugno 2004 (21 anni)    | 0     | 0    | Manchester City   |
| 22 | D    | Lotte Wubben-Moy   | 11 gennaio 1999 (26 anni)   | 13    | 1    | Arsenal           |
| 23 | A    | Alessia Russo      | 8 febbraio 1999 (26 anni)   | 50    | 22   | Arsenal           |

## Record individuali
Carol Thomas fu la prima calciatrice a raggiungere le 50 presenze in nazionale nel 1985, raggiungendo poi quota 56 prima di ritirarsi dal calcio agonistico. Fara Williams detiene il record di presenze, essendo scesa in campo 170 volte dal 2001 in poi, avendo superato in classifica Rachel Yankey nell'agosto 2014, in un'amichevole contro la Svezia. Yankey aveva a sua volta superato le 119 presenze di Gillian Coultard nel settembre 2012, in un incontro di qualificazione per il campionato europeo 2013 contro la Croazia, e le 125 presenze di Peter Shilton a giugno 2013, in un'amichevole contro il Giappone.
Kelly Smith detiene il primato di 46 reti segnate in 20 anni di carriera internazionale. Era giunta in testa alla classifica, superando il precedente primato di 40 reti siglate, appartenuto a Karen Walker, nel settembre 2010, in un incontro di qualificazione per il campionato mondiale di Germania 2011 contro la Svizzera.
| # | Nome             | Presenze | Reti | Anni      | Fonte  |
| - | ---------------- | -------- | ---- | --------- | ------ |
| 1 | Fara Williams    | 170      | 40   | 2001-     | [ 16 ] |
| 2 | Karen Carney     | 142      | 32   | 2005-     |        |
| 3 | Alex Scott       | 140      | 12   | 2004-2017 | [ 17 ] |
| 4 | Jill Scott       | 138      | 24   | 2006-     |        |
| 5 | Casey Stoney     | 130      | 6    | 2000-2018 | [ 18 ] |
| 6 | Rachel Yankey    | 129      | 19   | 1997-2013 | [ 19 ] |
| 7 | Gillian Coultard | 119      | 30   | 1981-2000 | [ 20 ] |

| # | Nome          | Presenze | Reti | Anni      | Fonte  |
| - | ------------- | -------- | ---- | --------- | ------ |
| 1 | Kelly Smith   | 117      | 46   | 1995–2015 | [ 21 ] |
| 2 | Karen Walker  | 83       | 40   | 1988–2003 | [ 22 ] |
| 2 | Fara Williams | 170      | 40   | 2001–     | [ 16 ] |
| 4 | Hope Powell   | 66       | 35   | 1983–1998 | [ 23 ] |
| 5 | Eniola Aluko  | 95       | 32   | 2004–2016 | [ 24 ] |

### Capitani
| Nome                       | Periodo   |
| -------------------------- | --------- |
| Sheila Parker              | 1972-1976 |
| Carol Thomas (nata McCune) | 1976-1985 |
| Debbie Bampton             | 1985-1991 |
| Gillian Coultard           | 1991-1995 |
| Debbie Bampton             | 1995-1997 |
| Gillian Coultard           | 1997-2000 |
| Mo Marley                  | 2000-2001 |
| Tara Proctor               | 2001      |
| Karen Walker               | 2002      |
| Faye White                 | 2002-2012 |
| Casey Stoney               | 2012-2014 |
| Steph Houghton             | 2014-     |